# Rund um die Hainleite 1950
Rund um die Hainleite 1950 war die 36. Austragung des seit 1907 ausgefahrenen deutschen Straßenrennens Rund um die Hainleite. Es fand am 18. Mai statt und war zugleich das 3. Auswahlrennen zur Bildung der Nationalmannschaft der DDR im Straßenradsport. Der Start erfolgte am Domplatz in Erfurt und führte auf einer Strecke über Sangerhausen, Nordhausen, Mühlhausen und Langensalza wieder zum Ziel nach Erfurt. Diese Strecke war 226 Kilometer lang.

## Rennverlauf
Bei Regenwetter und teilweise heftigem Wind startete die B-Klasse mit einer Vorgabe von fünf Minuten vor den Fahrern der A-Klasse. Nach 35 Kilometern waren die Vorgabefahrer eingeholt. Kurz danach musste der Sieger des Vorjahres Paul Scherner mit Defekt vom Rad und fand keinen Anschluss an die Spitze mehr. Auch die Mitfavoriten Max Bartoskiewicz und Bernhard Trefflich fielen nach Defekten zurück und gaben später auf. In Mühlhausen formierte sich aus der Spitze eine Gruppe von vier Fahrern, die das Rennen bestimmten. Aus dieser Gruppe löste sich Horst Gaede und kam mit Vorsprung als Solist ins Ziel. Nur 17 Fahrer beendeten das Rennen. Von den Mitfavoriten wurde Erich Schulz 7.

## Ergebnis
|     | Fahrer           | Verein/Ort         | Zeit (h)       |
| --- | ---------------- | ------------------ | -------------- |
| 01. | Horst Gaede      | Grün-Rot Magdeburg | 6:56:30        |
| 02. | Rudi Fensl       | BSG Astra Chemnitz | + 1:52 Minuten |
| 03. | Werner Marschner | BSG Astra Chemnitz | + 1:52 Minuten |
| 04. | Werner Gräbner   | Berlin             | 3:54 Minuten   |
| 05. | Bruno Zieger     | Erfurt             | 3:54 Minuten   |
| 06. | Lothar Meister I | Leipzig            | 3:54 Minuten   |
| 0 … |                  |                    |                |